# Basilika St. Andreas (Arthunkal)

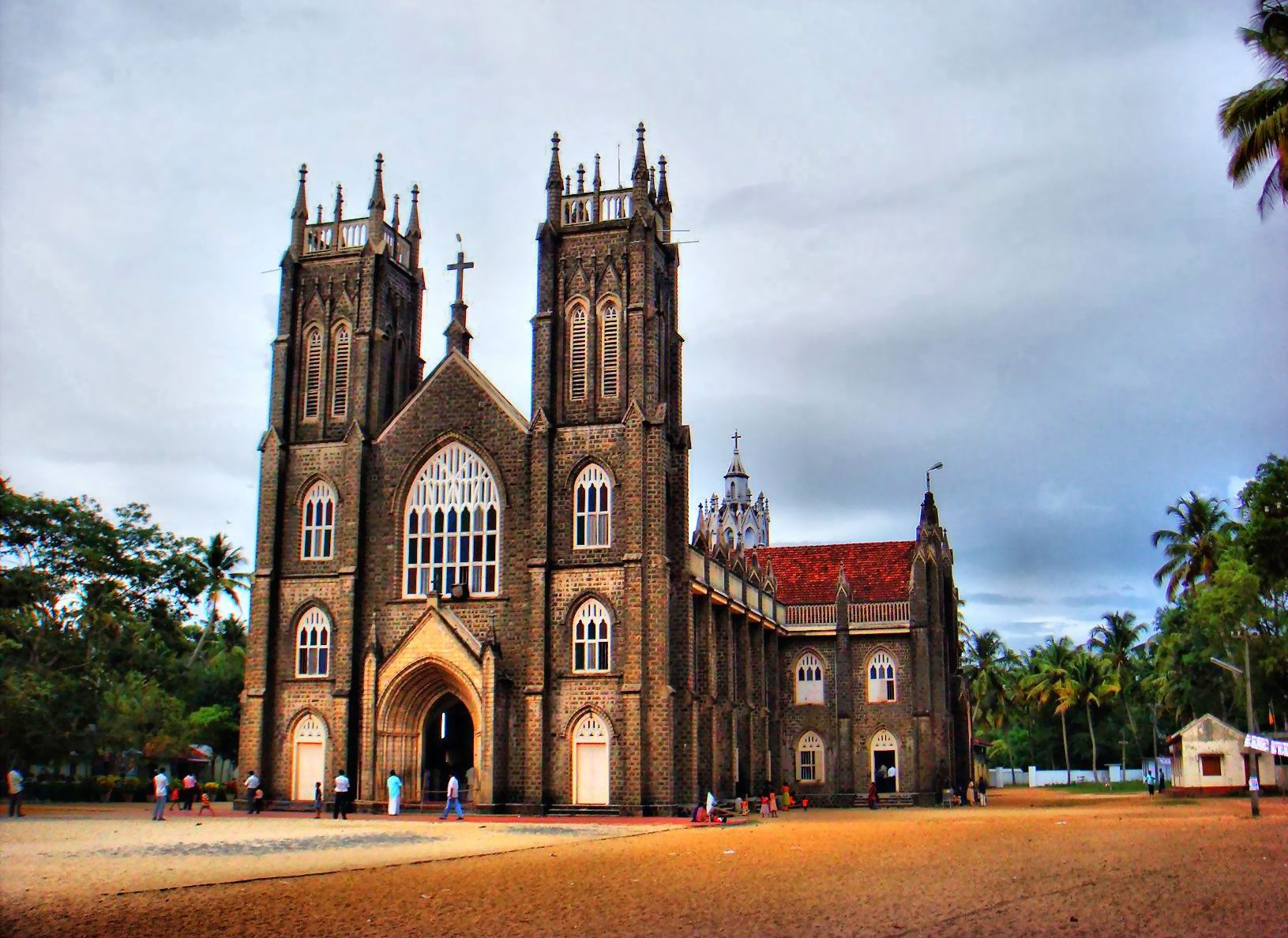
Basilika St. Andreas

Die Basilika St. Andreas (englisch Basilica St. Andrew) ist eine römisch-katholische Kirche in Arthunkal im südindischen Bundesstaat Kerala. Die zum Bistum Alleppey gehörende Wallfahrtskirche ist dem Apostel Andreas gewidmet und trägt den Titel einer Basilica minor. Bekannt ist die Kirche für die Sebastianswallfahrt.

## Geschichte

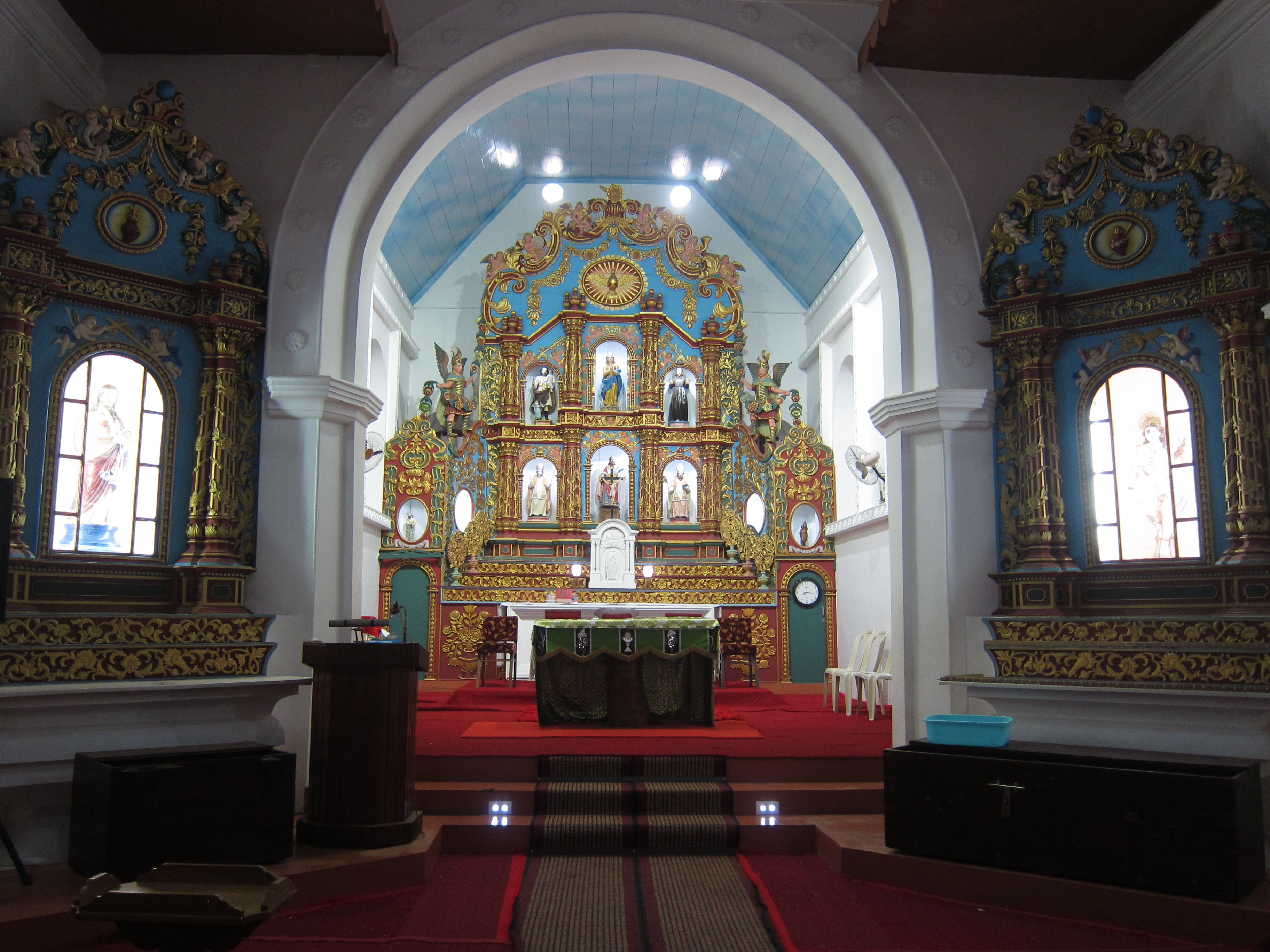
Der Chor der Basilika

Der Beginn der christlichen Präsenz in Kerala mit den heute verschiedenen Konfessionen wie römisch-katholisch und den Thomaschristen wird auf den Zeitraum um das 7. Jahrhundert datiert. Nach der Ankunft der Portugiesen in Kerala kamen Jesuitenmissionare ab 1530 nach Arthunkal. Da ein Verbot der christlichen Bekehrung bis 1560 bestand, war es schwierig, eine Gemeinde zu errichten. Erst Gasper Pais, ersten Vikar von Arthunkal, erhielt 1581 von Veera Kerala Varma, König von Cochin, die Erlaubnis zum Bau einer hölzernen Kirche. Der zweite Pfarrer, P. Giacomo Fenicio SJ erhielt 1602 vom König die Genehmigung für die Ummauerung der Kirche. 1640 wurde die Kirche in Orientierung zur Küste neu errichtet. Dieses Bauwerk wurde 1870 mit einer neuen Fassade und einem Glockenturm erneuert.
1900 wurde fast im westlichen Anschluss mit dem Bau der heutigen kreuzförmigen Kirche aus Granit begonnen. Die Kirche mit ihrer Zweiturmfassade wurde nach der langen Bauzeit von 60 Jahren 1967 gesegnet. Sie wurde in Anerkennung ihrer geschichtlichen Bedeutung am 21. Mai 2010 in den Rang einer Basilica minor erhoben. Die Ehrung erfolgte im Rahmen eines Pontifikalamtes am 1. Oktober 2010 unter der Leitung Salvatore Pennacchios, Apostolischer Nuntius in Indien.

## Wallfahrt
Arthunkal wurde berühmt, als 1647 die wundersame, mit Pfeilen durchbohrte Statue des Märtyrers Sebastian aus Italien kam. Menschen aller Glaubensrichtungen, die von Epidemien betroffen waren, beteten zu St. Sebastian und wurden geheilt. Zu seinem Fest im Januar entwickelte sich eine Wallfahrt für Menschen aller Glaubensrichtungen.
Im Rahmen der jährlichen Feierlichkeiten vom 10. bis 27. Januar findet die große Prozession mit der Statue des Heiligen Sebastian am 20. Januar als Hauptereignis des Festes statt.